# Stocksterhorn
Stocksterhorn (ook Stoksterhorn, Stoxterhorn of Stockhorne) was een nederzetting ter hoogte van Drieborg en de directe voorloper van dit dorp. Op provinciekaart van Theodorus Beckeringh uit 1781 en op andere 18e-eeuwse kaarten staat de naam Stocksterhorn bij het gehucht Oudedijk.  Andere kaarten zetten de naam echter bij Drieborg.

## Ontstaan
De plaats wordt in 1582 voor het eerst vermeld als Stockhorn(e) (een haven of aanlegplaats aan de zeedijk bij Finsterwolde), daarna als Stockster-horne (1605) en Sto(r)cksterhorne (1636). Een andere kaart van ongeveer 1635 lokaliseert hier Het Zuijder Huijs.
De stad Groningen verkreeg in 1629 een groot stuk meenteland van het kerspel Beerta, de Ham en Stocksterhorn genaamd, waarschijnlijk omdat de ingelanden niet in staat waren de zwaar beschadigde dijken op eigen kracht te herstellen. Daarnaast verkreeg de stad omvangrijke landerijen in Finsterwolderhamrik van een dijkondernemer die failliet was gegaan.  Dit alles legde de basis voor het latere stadsbezit deze contreien. Ten tijde van de stormvloed van 1686 stonden hier drie boerderijen, die door het water werden verwoest.
Over de voorgeschiedenis van deze plek is veel gespeculeerd. Jacob van der Mersch tekende op zijn fantasierijke Dollardkaart uit 1574 een steenhuis Stoxsterhuis of Stocksterhuisen bij Ulsda, waarbij echter een verwisseling met Olt-Exterhuis plaatsvond. Ubbo Emmius nam deze vermelding in 1590 over en rekende vervolgens Stoxterhuis tot de verdronken Dollarddorpen. De eind-16e-eeuwse Chronica der Freesen maakt hiervan Stoetsterhuys. Ds. Hendricus van Berkum veronderstelt in zijn Kerkelijke geschiedenis van Nieuw-Beerta uit 1856 dat het voormalige gehucht Aaksterij zijn naam aan Olt-Exterhuis ontleende. Acker Stratingh en Venema stellen Stocksterhorn ten onrechte gelijk aan de boerderij Hamsterhof te Nieuw-Beerta. Volgens het Aardrijkskundig Woordenboek van Van der Aa was Stocksterhorn de oude naam van Oudedijk.

## Naam
De naam Stocksterhorn zou kunnen wijzen op een vooruitstekende landpunt, waar boomstronken te zien waren. Het toponiem stok komt in Noordwest-Europa geregeld voor en verwijst naar het ontginnen van broekbossen of kreupelhout. In dit geval waren er mogelijk boomstammen en kienhout in het verdronken veen te zien. De uitgang -horn of -hoorn staat meestal voor een 'in het water uitstekend stuk land', gelegen in de bocht van een rivier of omringd door een dijk, Bij Emden wordt in 1435 de perceelsnaam Stocfen vermeld; aan de Elbe bevond zich het verdronken dorp Stockfleth. Aan de Zomerdijk onder Heveskes stond in de 19e eeuw het huis Stokkerij. Op de Dollardkwelders was in de negentiende eeuw verder het Stoeteriet te vinden, misschien een verbastering van deze naam. Andere verklaringen gaan uit van een plek waar het wegstromende water stokte (Oostfries stuken, Fries stûkje), dan wel van een rivierarm in de vorm van een stok. Ook wordt wel verondersteld dat de naam ontleend zou zijn aan de stokken van rijshout die de aanslibbing van het wad moesten bespoedigen.

## Schanskerdijk van 1657
Vanaf Stocksterhorn werd in 1657 begonnen met het leggen van de Schanskerdijk naar Nieuweschans, die in het jaar daarop voltooid werd. Hierdoor werd de polder Uiterdijken gewonnen, die grote delen van het grondgebied van Beerta, Nieuw-Beerta en Nieuweschans besloeg. De plannen voor deze polder waren vanaf 1625 al voorbereid en in 1636 nader uitgewerkt in een akkoord.
Tijdens de Münsterse inval van 1672 liet Carl von Rabenhaupt hier de schans Stocksterhorn bouwen, om de vijandelijke troepen in de Langakkerschans beter te kunnen bestrijden. In de boeken en pamfletten over de Münsterse inval wordt de Stocksterhorn veelvuldig genoemd. Het gehucht Stoksterhorn staat nog op de provinciekaart van Theodorus Beckeringh uit 1781, maar de naam was toen al grotendeels vergeten.

## Eventuele voorgangers

### Stockdorp
Stockdorp of Scagasthorpe is een verdronken kerkdorp in de Dollard, waarvan de ligging onzeker is. De naam is ontleend aan het Middelnederduitse stok- 'boomstomp', wat op een ontginning van kreupelhout of broekbos lijkt te duiden. Het is niet onmogelijk dat Stockdorp zich ergens  ten noorden van Stocksterhorn bevond.

### Stoth
Volgens Stratingh en Venema is Stocksterhorn mogelijk identiek aan het dorp Stoth, dat in een vijftiende-eeuwse lijst van verdronken kerspelen van het bisdom Münster wordt genoemd na Jemgum; de volgende plaats die hier wordt genoemd is Houwengahof. Andere theorieën plaatsen Stoth in de omgeving van Weener, waar rond 1600 een buurtschapje thor Stadt of Stadium te vinden was. In de omgeving daarvan lokaliseerde men een verdronken dorp Poel. Ook kan er sprake zijn geweest van verwarring met Stootshorn.

### Astock
De plaats Stocksterhorn wordt soms gelijkgesteld met het verdronken dorp Astock, dat vanaf het midden van de zestiende eeuw wordt genoemd, maar niet voorkomt op de oudere lijst van verdronken parochies. Dit dorp zou volgens de Dollardkaart van Jacob van der Mersch in de omgeving van Nieuwolda in het Oldambt hebben gelegen. Oost-Friese handschriften uit het einde van de 16e eeuw noemen deze plaats Tho Stock, Stake of Stockum.  Een 15e-eeuws parochieregister noemt daarentegen het kerkdorp Stoth.
De naam Astock zou echter ook verbasterd kunnen zijn en dan verwijzen naar d'Olde Stove bij Nieuwolda, waar eerder hetklooster Menterwolde stond. Mogelijk is deze plaatsnaam verbasterd uit *Ae-stōd oftewel plek aan de Munter Ae. De aanduiding stok zou hier ten slotte ook - net als bij Abelstokstertil - kunnen verwijzen naar een vlonder of smalle loopbrug met één leuning, Middelnederlands stech, Oostfries steg. Vergelijk ook Middelnederlands stege ('steiger, oprit van een dijk').

## Boerderij Stocksterhorn
Stocksterhorn is de naam van een boerderij te Drieborg, bewoond door de familie Tijdens en bekend uit het boek De Graanrepubliek van Frank Westerman. De boerderij heeft vermoedelijk pas halverwege de 20e eeuw deze naam gekregen.